# Geneviève Colot
Pour les articles homonymes, voir Colot.
Geneviève Colot, née le 22 juin 1950 à Gommegnies, est une femme politique française. Membre des Républicains, elle est maire de Saint-Cyr-sous-Dourdan de 1989 à 2020 et députée de la troisième circonscription de l'Essonne de 1995 à 1997 et de 2002 à 2012.

## Biographie
Geneviève Colot, est née Geneviève Bleunard le 22 juin 1950 à Gommegnies.
Geneviève Colot est élue conseillère municipale et adjointe au maire lors des élections municipales de 1983 puis est élue maire de Saint-Cyr-sous-Dourdan lors des élections de 1989. Lors des élections législatives de 1993, elle est suppléante de Jean de Boishue qui remporte la troisième circonscription de l'Essonne avec 54,34 % des voix. Réélue durant les élections municipales de 1995, elle devient le même jour députée à la suite de la nomination de Jean de Boishue dans le premier gouvernement d’Alain Juppé. Au cours des élections législatives de 1997, le député sortant perd la circonscription avec 47,42 % des suffrages. Lors des élections régionales de 1998, Geneviève Colot est élue conseillère régionale sur la liste de l’Union pour la démocratie française qui remporta 26,04 % des suffrages. Lors des élections municipales de 2001 elle est reconduite à la mairie de Saint-Cyr-sous-Dourdan, elle remporte les élections législatives de 2002 avec 54,03 % des voix contre le député socialiste sortant. En 2004 elle abandonne son poste au conseil régional d'Île-de-France et est réélue députée au cours des élections législatives de 2007 avec 54,58 % des voix et maire lors des élections municipales de 2008. Lors de l’élection législative de 2012, elle est battue au second tour par son adversaire socialiste en obtenant 47,02 % des suffrages.

## Pour approfondir